# James Corden
Pour les articles homonymes, voir Long.
James Corden, né le 22 août 1978 à Hillingdon (Londres), est un humoriste, acteur, chanteur, scénariste, producteur et animateur de télévision anglais, surtout actif aux États-Unis.
Depuis 2013, il est l'un des nouveaux visages du Nouvel âge d'or du film musical avec pas moins de six comédies musicales à son actif. Les plus connus étant Into the Woods (2014), Cats (2019) et The Prom (2020).

## Biographie

### Enfance et débuts
Né à Hillingdon, dans le grand Londres, James Kimberley Corden est le fils de Malcolm Corden, un musicien de la troupe de la Royal Air Force Band, et de Margaret, assistante sociale. Il a grandi à Hazlemere, dans le Buckinghamshire. Il a deux sœurs plus âgées, Andrea et Ruth.
Il obtient son premier (petit) rôle sur scène en 1996 dans la comédie musicale Martin Guerre. Après des débuts à la télévision en 1999 dans la série Boyz Unchained (dans le rôle de Gareth Jones), il apparaît dans plusieurs films (Whatever Happened to Harold Smith? en 1999, All or Nothing de Mike Leigh, Heartlands et Cruise of the Gods en 2002) et séries britanniques (Teachers de 2001 à 2003).
De 2007 à 2010, il joue dans la sitcom Gavin & Stacey diffusée sur la BBC et qu'il a co-écrite. Ce rôle lui vaut le British Academy Television Award de la meilleure interprétation comique.
À partir de 2010, il présente le jeu télévisé sportif A League of Their Own (game show). Il chante également avec l'artiste britannique Dizzee Rascal sur le titre Shout, hymne non officiel de l'équipe de football anglaise lors de la Coupe du monde de football en Afrique du Sud.
En 2011, il obtient le rôle principal dans une pièce de théâtre comique à Broadway, One Man, Two Guvnors, qui lui vaut un Tony Award du meilleur acteur en 2012.
En 2013, il adapte sa série Gavin & Stacey pour les États-Unis sous le titre Us and Them.
Il anime depuis le 23 mars 2015 le late-night show américain The Late Late Show with James Corden diffusé sur CBS, en remplacement de Craig Ferguson.

### Vie privée
En 2008 et ce durant plusieurs années, James Corden vivait en colocation avec l'acteur britannique Dominic Cooper.
En décembre 2009, il rencontre la productrice américaine Julia Carey (née le 25 mai 1976), une amie de longue date de Dominic Cooper. Ils se marient le 15 septembre 2012 à Somerset, en Angleterre. Ensemble, ils ont trois enfants : un garçon, Max (né le 22 mars 2011), et deux filles, Carey (née le 27 octobre 2014) et Charlotte (née le 12 décembre 2017),. En 2015, la famille quitte l'Angleterre pour s'installer à Los Angeles.
Il a été nommé officier dans l'ordre de l'Empire britannique en 2015 pour ses « services rendus à la comédie ».

## Filmographie

### Cinéma
- 1997 : 24 heures sur 24 : Tonka
- 1999 : Whatever Happened to Harold Smith? : Walter
- 2002 : All or Nothing : Rory Bassett
- 2002 : Heartlands (en) : Shady
- 2005 : Pierrepoint : Kirky
- 2006 : Starter for 10 : Tone
- 2006 : History Boys (The History Boys) : Timms
- 2006 : Heroes and Villains : Sam
- 2007 : Where Have I Been All Your Life? : Liam
- 2008 : Un Anglais à New York : un membre de l'équipe du Post Modern Review
- 2008 : Telstar: The Joe Meek Story : Clem Cattini
- 2009 : Lesbian Vampire Killers : Fletch
- 2009 : Planète 51 : le soldat Vernkot
- 2009 : Good Morning England : Bernard (scènes supprimées)
- 2010 : Animaux et Cie (Animals United) : Billy (voix originale)
- 2010 : Les Voyages de Gulliver : Jinks
- 2011 : Les Trois Mousquetaires : Planchet
- 2012 : Electric Cinema: How to Behave : l'homme du Modern Day
- 2013 : New York Melody (Begin Again) : Steve
- 2013 : Une dernière chance (One Chance)
- 2013 : Un incroyable talent : Paul
- 2014 : Into the Woods : le boulanger
- 2015 : Kill Your Friends d'Owen Harris : Roger Waters
- 2015 : The Lady in the Van
- 2016 : Les Trolls (Trolls) : Biggie (voix originale)
- 2017 : Le Monde secret des Emojis (The Emoji Movie) : Tope-Là (voix originale)
- 2018 : Pierre Lapin (Peter Rabbit) de Will Gluck : Pierre Lapin (voix originale)
- 2018 : Ocean's 8 de Gary Ross : John Frazier
- 2018 : Teen Titans Go! To the Movies : Balloon-Man (voix originale)
- 2018 :  Smallfoot  : Percy
- 2019 : Yesterday de Danny Boyle : lui-même
- 2019 : Cats de Tom Hooper : Bustopher Jones
- 2020 : Les Trolls 2 : Tournée mondiale (Trolls World Tour) : Biggie (voix originale)
- 2020 : Superintelligence de Ben Falcone : la voix masculine de la "Super Intelligence" / lui-même
- 2020 : The Prom de Ryan Murphy : Barry Glickman
- 2021 : Cendrillon de Kay Cannon : une des trois souris
- 2025 : Les Schtroumpfs, le film (Smurfs) de Chris Miller

### Télévision
- 2000 : Hollyoaks : Wayne (1 épisode)
- 2000-2005 : Fat Friends (en) : Jamie Rymer (20 épisodes)
- 2001 : Jack et le Haricot magique : Bran
- 2001-2003 : Teachers : Jeremy (9 épisodes)
- 2004 : Inspecteurs associés : Ben Forsythe (1 épisode)
- 2004 : Little Britain : Dewi (1 épisode)
- 2007-2010 : Gavin and Stacey (en) : Smithy (20 épisodes) - également scénariste et producteur
- 2009 : Horne and Corden (en) : plusieurs personnages (6 épisodes) - également scénariste
- 2009 : Le Gruffalo : une souris
- 2010-2011 : Doctor Who : Craig Owens (2 épisodes)
- 2011 : Little Charley Bear (en) : le narrateur (22 épisodes)
- 2011 : James Corden: May I Have Your Attention, Please - également scénariste et producteur
- 2011 : Night and the Doctor : Craig Owens (1 épisode)
- 2011 : Le Petit Gruffalo : une souris
- 2013 : The Wrong Mans : Phil Bourne (6 épisodes) - également scénariste
- 2015 : Un amour de tortue : le narrateur

## Voix francophones
En France
| - Christophe Lemoine dans : - New York Melody - Un amour de tortue (téléfilm) - Kill Your Friends - Ocean's 8 - Superintelligence - Emmanuel Garijo dans : - Cats - The Prom - Thibaut Lacour dans : - Pierre Lapin 2 : Panique en ville (voix) - Cendrillon | Et aussi - Igor Bogdanoff dans Planète 51 (voix) - Élie Semoun dans Animaux et Cie (voix) - Yann Le Madic dans Les Voyages de Gulliver - Pierre Lognay (Belgique) dans Le Petit Gruffalo (voix) - Franck Lorrain dans Les Trois Mousquetaires - Brice Ournac dans The Wrong Mans (série télévisée) - Philippe Allard (Belgique) dans Into the Woods - Joachim Salinger dans Les Trolls (voix) - Jonathan Cohen dans Le Monde secret des Emojis (voix) - Philippe Lacheau dans Pierre Lapin (voix) - Julien Doré dans Yéti et Compagnie (voix) - Marc Maurille dans Friends : Les Retrouvailles (émission télévisée) - Jérôme Commandeur dans Les Schtroumpfs, le film (voix) |

## Récompenses et distinctions

### Récompenses
- Tony Award 2012 :  meilleur acteur dans une pièce pour One Man, Two Guvnors,
- Razzie Awards 2020 : pire second rôle masculin pour Cats

### Nominations
- Golden Globes 2021 : Meilleur acteur dans une comédie ou une comédie musicale pour The Prom [10]